# 5581 Mitsuko
5581 Mitsuko è un asteroide della fascia principale. Scoperto nel 1989, presenta un'orbita caratterizzata da un semiasse maggiore pari a 2,3807661 UA e da un'eccentricità di 0,1586024, inclinata di 2,48196° rispetto all'eclittica.